# Скіллмен (Нью-Джерсі)
Скіллмен (англ. Skillman) — переписна місцевість (CDP) в США, в окрузі Сомерсет штату Нью-Джерсі. Населення — 237 осіб (2020).

## Географія
Скіллмен розташований за координатами 40°25′41″ пн. ш. 74°42′44″ зх. д. / 40.42806° пн. ш. 74.71222° зх. д. (40.428191, -74.712293).  За даними Бюро перепису населення США в 2010 році переписна місцевість мала площу 3,82 км², з яких 3,80 км² — суходіл та 0,03 км² — водойми.

## Демографія
Згідно з переписом 2010 року, у переписній місцевості мешкали 242 особи в 87 домогосподарствах у складі 72 родин. Густота населення становила 63 особи/км².  Було 99 помешкань (26/км²).
Расовий склад населення:
| - 91,3 % — білих - 2,5 % — азіатів - 0,4 % — корінних американців - 0,4 % — чорних або афроамериканців - 2,9 % — осіб інших рас |

До двох чи більше рас належало 2,5 %. Частка іспаномовних становила 6,2 % від усіх жителів.
За віковим діапазоном населення розподілялося таким чином: 23,1 % — особи молодші 18 років, 62,4 % — особи у віці 18—64 років, 14,5 % — особи у віці 65 років та старші. Медіана віку мешканця становила 47,0 року. На 100 осіб жіночої статі у переписній місцевості припадало 98,4 чоловіків;  на 100 жінок у віці від 18 років та старших — 91,8 чоловіків також старших 18 років.
Середній дохід на одне домашнє господарство  становив 97 560 доларів США (медіана — 106 136), а середній дохід на одну сім'ю — 113 515 доларів (медіана — 107 159). Медіана доходів становила 36 467 доларів для чоловіків та 69 659 доларів для жінок. 
Цивільне працевлаштоване населення становило 78 осіб. Основні галузі зайнятості: освіта, охорона здоров'я та соціальна допомога — 19,2 %, мистецтво, розваги та відпочинок — 15,4 %, сільське господарство, лісництво, риболовля — 15,4 %.